# Cuarteto de cuerda n.º 21 (Mozart)
El Cuarteto de cuerda n.º 21 en re mayor, K. 575, fue escrito por Wolfgang Amadeus Mozart en junio de 1789, en Viena. Se trata del primero de una serie de tres, conocidos como Cuartetos prusianos, y es el antepenúltimo cuarteto de cuerda que compuso.

## Estructura
Consta de cuatro movimientos:
1. Allegro.
2. Andante.
3. Menuetto.
4. Allegretto.